# Ford Madox Brown
Ford Madox Brown (Calais, 16 de abril de 1821 — Londres, 6 de outubro de 1893) foi um pintor inglês. Seu principal trabalho foi Work (1852–1865), uma representação da transição da sociedade da era vitoriana da economia rural para urbana.
Ainda que estreitamente relacionado com a Irmandade Pré-Rafaelita, não chegou a ser membro da mesma. Compartilhou com eles seu repúdio à pintura acadêmica e seu interesse pela arte medieval. Foi muito amigo de Dante Gabriel Rossetti, e formou parte da companhia de desenho de Morris, Marshall, Faulkner e outros, em 1861.
Brown passou os últimos anos de sua vida trabalhando nos murais de Manchester, retratando a história da cidade de Manchester para o Manchester Town Hall.

## Início da vida

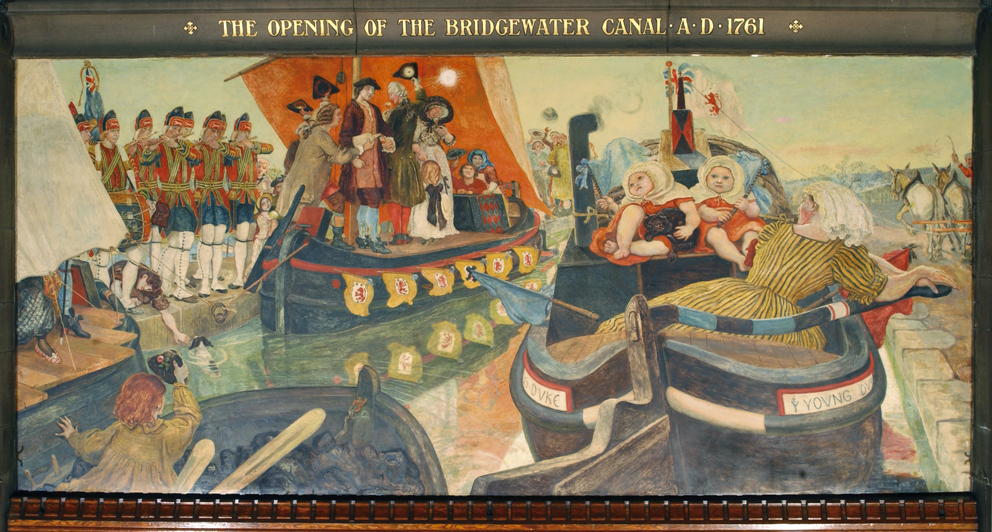
Parte do Mural de Manchester

Brown era neto do médico John Brown, fundador do Sistema Brunoniano de Medicina. Seu bisavô foi um obreiro escocês e seu pai, Ford Brown, serviu como um contador na Marinha Real Britânica, incluindo um período trabalhando para Sir Isaac Coffin, oficial que serviu durante a Guerra da Independência e as Guerras Napoleônicas, e um período no HMS Arethusa. Ele deixou a Marinha após o fim das Guerras Napoleônicas.
Em 1818, Ford Brown se casou com Caroline Madox, vinda de uma família antiga de Kent, de onde seu nome foi originado. Os pais de Brown tinham recursos financeiros limitados, por isso se mudaram para Calais, para procurar acomodações mais baratas. Lá nasceu sua filha, Elizabeth Coffin (1819) e seu filho, Ford Madox Brown (1821).
A educação de Brown foi limitada, à medida que a família se mudava com frequência entre suas casa em Pas-de-Calais e em Kent. Porém, ele mostrou talento artístico ao copiar obras dos antigos mestres da gravura, como Albrecht Dürer, Rembrandt e Francisco Goya. Inicialmente, seu pai procurou uma carreira naval para o filho, escrevendo para seu antigo chefe. A família se mudou para Bruges em 1835, para que Brown pudesse adentrar a academia, sendo aluno de Albert Gregorius.  Brown se mudou para Ghent em 1836, para que ele continuasse seus estudos com Pieter van Hanselaere e, depois, para a Antuérpia, para estudar com Gustaf Wappers. Após a morte da sua mãe, em 1839, continuou estudando em Antuérpia. Sua irmã morreu 1840. Seu pai morreu em 1842.

## Obras de arte

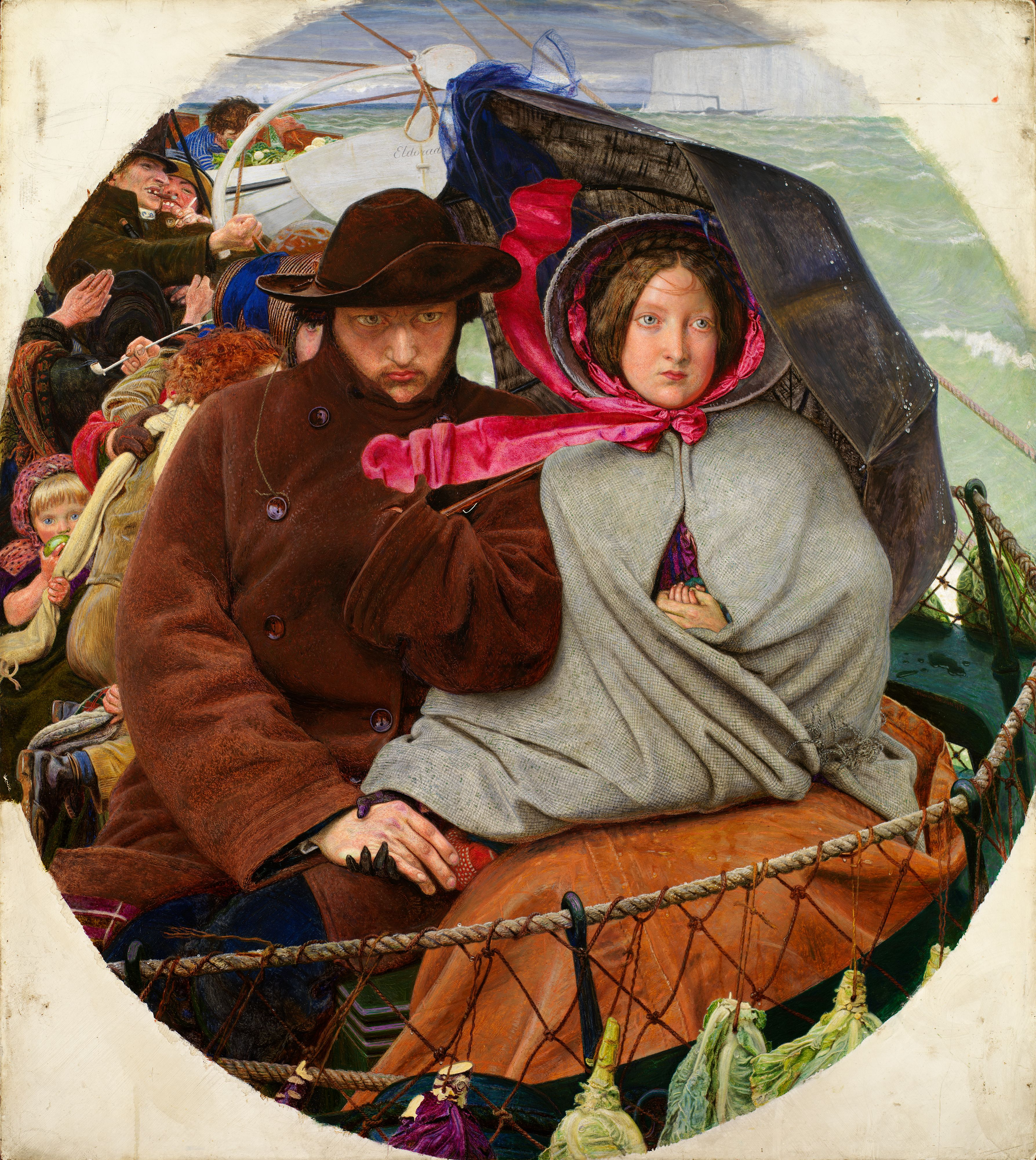
The Last of England representando um casal de imigrantes, 1855

A Galeria Tate tem um exemplo do trabalho de Brown: um retrato de seu pai. Exibido pela primeira vez na Royal Academy em 1840, um trabalho inspirado pelo poema de Lord Byron, The Giaour e uma versão da obra The Execution of Mary, Queen of Scots, com sua prima e futura esposa Elisabeth Bromley como uma das modelos. Ele viveu em Montmartre com sua nova esposa e seu pai idoso, em 1841. Nesta época, pintou Manfred on the Jungfrau, inspirado pelo poema Manfred, de Lord Byron, enquanto estava em Paris.
In 1843 submeteu um de seus trabalhos para a competição de cartuns da Westminster Cartoon Competition, para composições que decorariam o novo palácio de Westminster. A obra inscrita, The Body of Harold Brought before William, não obteve muito sucesso. No entanto, seus trabalhos anteriores eram admirados por artistas mais jovens, como Dante Gabriel Rossetti, que pediu a Brown que fosse seu tutor. Por Rossetti, Brown entrou em contato com artistas que entraram na Irmandade Pré-Rafaelita. Embora tivesse ligações fortes com eles, nunca chegou a se tornar um membro de fato, mas adotou o uso de cores vivas e o estilo realista de William Holman Hunt e John Everett Millais. Ele também foi influenciado pelos trabalhos de Holbein que viu em Basel em 1845, e por Friedrich Overbeck e Peter Cornelius, que conheceu em Roma, por volta de 1845.
Brown encontrou dificuldade em estabelecer sua marca nos anos 1850, falhando em encontrar compradores para suas pinturas, e considerou mudar-se para a Índia. Em 1852 começou a trabalhar em duas de suas mais importantes pinturas.
Uma de suas mais famosas obras é The Last of England, pintado entre 1852 e 1855, e vendido em março de 1859. Ela retrata dois imigrantes chocados que navegam para longe da Inglaterra, a qual nunca retornarão. Foi inspirada pela partida do escultor Thomas Woolner à Australia. Em um formato inusitado de Tondo, a pintura é estruturada da maneira característica de Brown - a ênfase em detalhes pequenos e banais, como o repolho pendurado do lado da embarcação. O marido e a esposa são representações de Brown e sua segunda esposa, Emma.

## Família

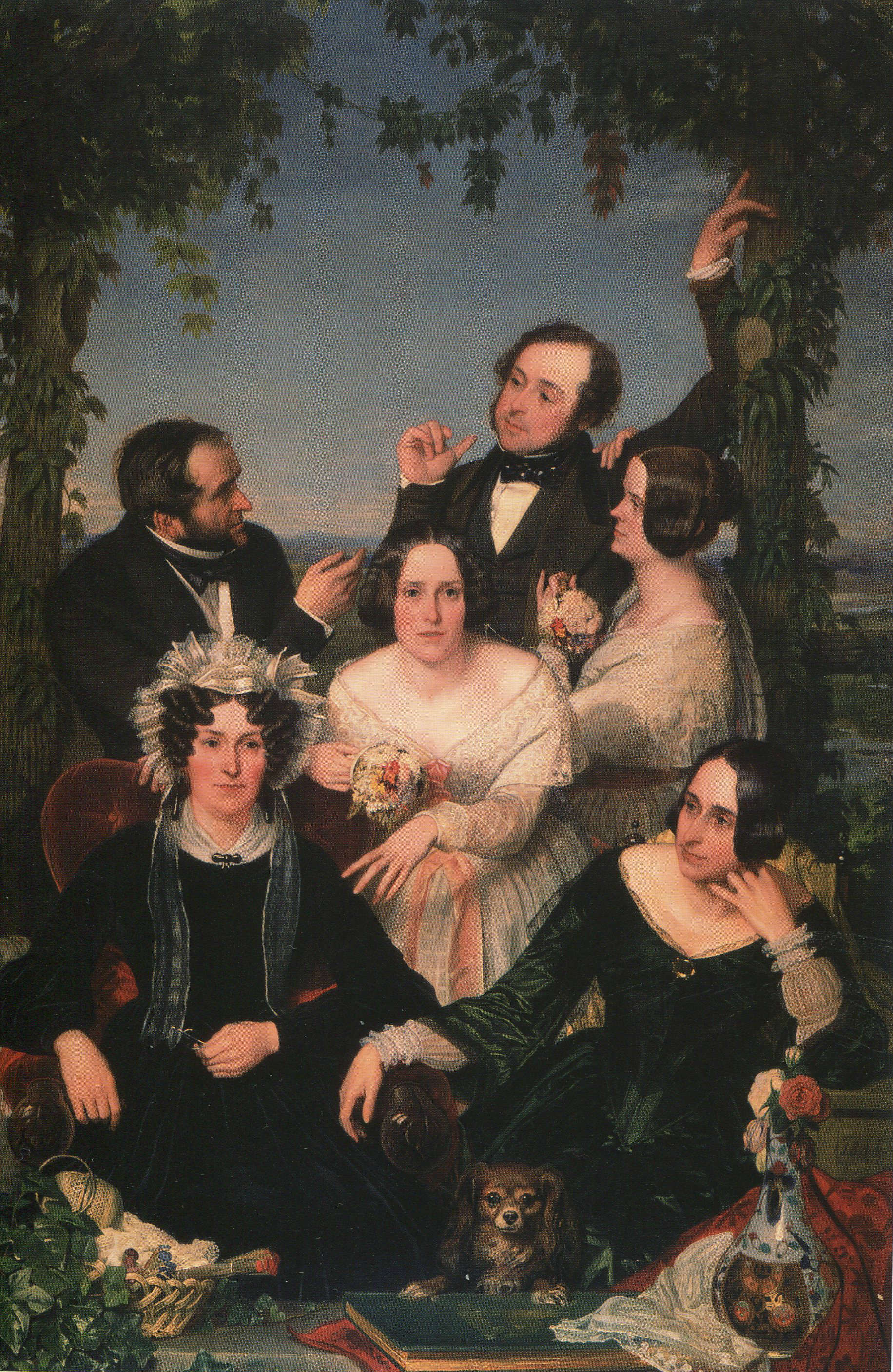
The Bromley Family. Elizabeth, primeira esposa de Brown, canto inferior direito, 1844.

Ford Madox Brown se casou duas vezes. Sua primeira esposa, Elizabeth Bromley, era sua prima de primeiro grau, filha da irmã de sua mãe. Eles se casaram em Meopham, Kent, em abril de 1841, pouco antes do vigésimo aniversário do artista e menos de um amo depois da morte repentina de sua irmã. O casal viveu em Montmatre com o pai de Brown, que morreu no verão seguinte.
Seu primeiro filho morreu ainda bebê em novembro de 1842. Em 1843 sua filha, Emma Lucy, nasceu. A família se mudou de volta para a Inglaterra em 1844. Em 1845, viajaram para Roma para aliviar a doença de sua esposa, que estava sofrendo de Tuberculose. Ela morreu em junho de 1846, aos 27 anos, na viagem de volta para a Inglaterra.
Emma Hill tornou-se uma modelo frequente para Brown em 1848; Ela tornou-se sua amante, e eles compartilharam uma casa em Londres, mas as convenções sociais da época o tornaram incapaz de se casar com a filha analfabeta de um pedreiro. Catherine Emily, filha do casal, nasceu em 1850. Após isso, eventualmente, os dois se casaram no St Dunstan-in-the-West, em abril de 1853. Oliver Madox Brown (1855-1874), terceiro filho do casal, mostrou ter talento tanto para poesia quanto para artes, mas morreu de bacteremia antes da puberdade. A morte de Nolly, como era conhecido pela família, foi um golpe esmagador para Brown, ao passo que ele mantinha um quarto de seu filho com seus pertences, como um santuário. Seu quarto filho, Arthur, nasceu em setembro de 1856. Brown usou Arthur como modelo para o bebê no colo da garota no primeiro plano de Work, mas ele morreu com apenas dez meses de idade, em julho de 1857.

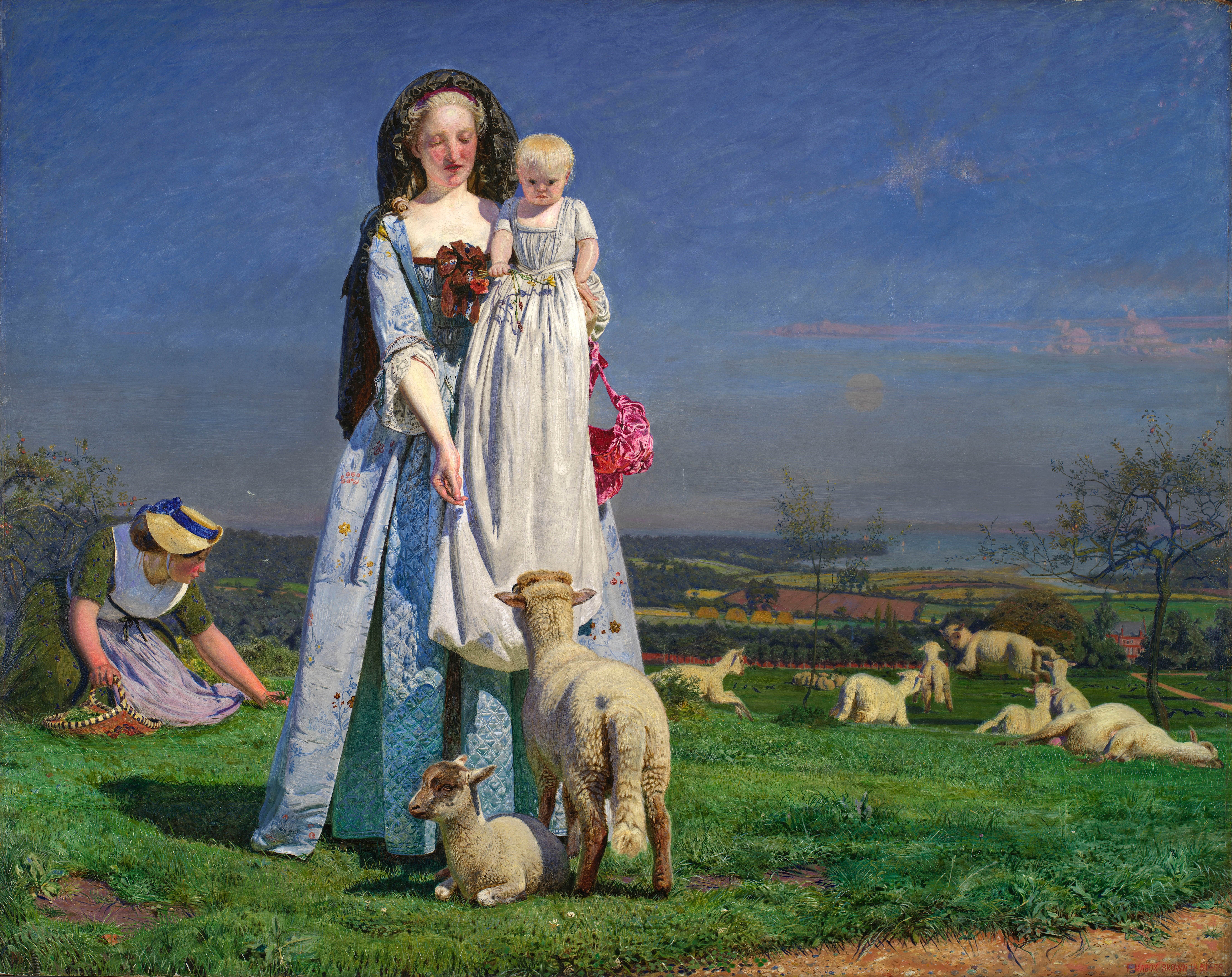
Pretty Baa-Lambs. A segunda esposa de Brown, Emma, e sua segunda filha, Cathy, em 1851

Suas filhas, Lucy e Catherine, também eram boas artistas. Lucy se casou com William Michael Rossetti em 1874.  Catherine se casou com Francis Hueffer; por ela, Brown se tornou o avô do novelista Ford Madox Ford e o bisavô do Ministro do Interior afiliado ao Partido Trabalhista, Frank Soskice.

Emma Hill morreu em outubro de 1890. Ele morreu em Primrose Hill em 1893. Seu corpo está no cemitério St Pancras and Islington Cemetery em East Finchley.

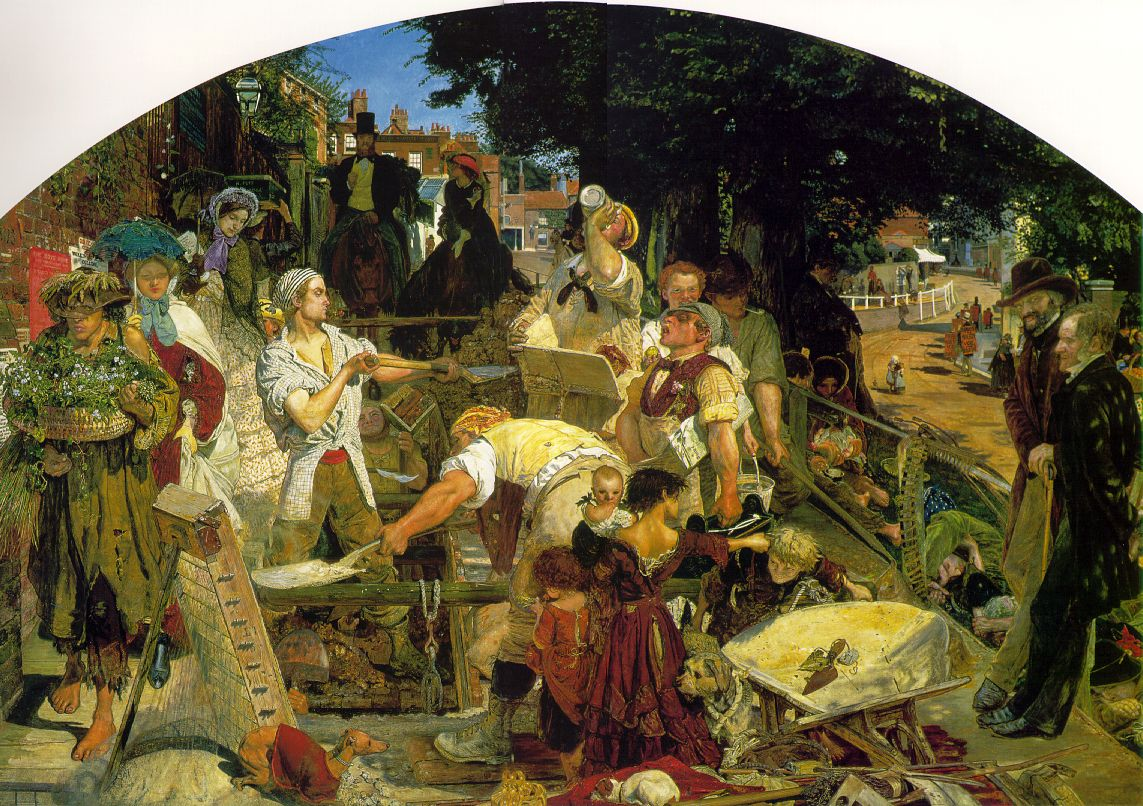
Work (1852–1865)